# Hans von Obstfelder
Hans von Obstfelder, nemški general, * 6. september 1886, † 20. december 1976.